# صموئيل كرين
صموئيل كرين هو شخصية أعمال كندي، ولد في 1794، وتوفي في 13 نوفمبر 1858.